# Караджич, Радован
Ра́дован Кара́джич (серб. Радован Караџић, босн. Radovan Karadžić; род. 19 июня 1945, Петница, Федеральное государство Черногория, Демократическая Федеративная Югославия) — сербский государственный и политический деятель, военный преступник. Президент Республики Сербской с 7 апреля 1992 по 19 июля 1996 года. В 2016 году Международным трибуналом по бывшей Югославии Караджич был признан виновным в геноциде, военных преступлениях и преступлениях против человечности и приговорён к 40 годам заключения. В 2019 году по итогам апелляции Караджич был приговорён к пожизненному заключению.

## Биография
Радован Караджич родился 19 июня 1945 года в небольшой горной деревне Петница близ Шавника в Черногории. По национальности — боснийский серб. Отец — Вук Караджич — в годы Второй мировой войны воевал в рядах четников, был схвачен в 1944 году титовской ОЗНА и выжил при расстреле, притворившись убитым. Затем был осуждён титовцами на 5 лет лишения свободы. Радован увидел отца только в 5 лет.
Мать будущего лидера боснийских сербов Йованка Караджич рассказывала, что её сын рос послушным мальчиком, который уважал старших, помогал ей и в поле, и по дому.

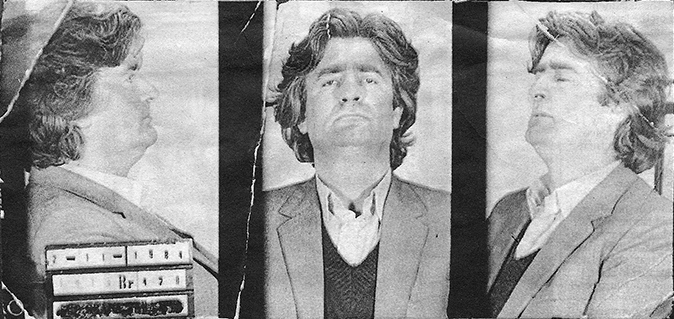
Арестованный по обвинению в экономических преступлениях Радован Караджич; ноябрь 1984 года

В 1960 году Караджичи переехали в Сараево, где Радован окончил среднюю медицинскую школу, а в 1971 году — медицинский факультет Сараевского университета, получив специальность психиатра. Специализацией Караджича были неврозы и депрессии. Он работал в одной из больниц Сараева, а также состоял штатным психиатром в футбольной команде.
Во время студенческих демонстраций в июне 1968 года Радован стал одним из ярких сараевских ораторов; выступал на крыше здания философского факультета.
В 1974—1975 годах Радован находился в США как стипендиат Совета по международным исследованиям и обменам (IREX). Стипендия была выделена для знакомства с поэзией в Колумбийском университете.
В 1983 году вместе с Момчилой Краишником был обвинён в уголовном преступлении — нецелевом использовании кредита. В 1984—1985 годах его судили в Сараеве, но оправдали.

### Начало политической карьеры
Под влиянием идей видного югославского, а затем — сербского политика, академика и правозащитника Добрицы Чосича Радован Караджич начал политическую карьеру. Интересно, что до начала 90-х годов Караджич не был замечен в национализме и даже вслух высказывался, что национализм ещё большее зло, чем коммунизм. С начала 90-х Радован стал выступать за объединение сербов в разных районах бывшей Югославии в рамках единого государства, оказывал военную, экономическую и моральную поддержку Республике Сербская Краина. Ему принадлежит высказывание: «Сербы в состоянии вообще ничего не есть, но без своего государства обойтись не могут».
В июле 1989 года Караджич стал основателем Сербской демократической партии (СДП), провозгласившей себя представительницей сербской общины и заявившей об отказе признать любые односторонние действия двух других этнических общин Боснии. После ноябрьских выборов 1990 года СДП приняла участие в формировании трёхстороннего боснийского правительства во главе с лидером боснийской общины Алией Изетбеговичем. Когда в следующем году распад Югославии стал реальным фактом, Караджич предупредил, что в случае объявления Боснией и Герцеговиной независимости боснийские сербы будут добиваться объединения с Сербией.
Караджич сыграл немалую роль в отношениях Сербии с другими православными государствами. Он неоднократно посещал с визитами Россию и Грецию. В феврале 1994 года Караджич предложил Греции создать некое подобие Сербско-Греческой конфедерации. Ранее эта идея выдвигалась Слободаном Милошевичем. В декабре 2007 года награждён Национальной премией «Имперская культура» имени Эдуарда Володина — за мужество, верность и стойкость в служении единству православных славянских народов. В мае 1994 года получил Международную премию имени М. А. Шолохова в области литературы и искусства.

## Президент Республики Сербской
Как следствие развития внутриполитической ситуации на данном этапе, 7 апреля 1992 года боснийские сербы в пригороде Пале провозгласили создание Сербской республики Боснии-Герцеговины, более известной как Республика Сербская. Её первым президентом стал Радован Караджич.

### Гражданская война в Боснии и Герцеговине
Начиная с марта 1992 года в Боснии и Герцеговине уже полным ходом шла гражданская война. После первых межэтнических столкновений в стране Караджич отдал распоряжение о формировании местных сербских вооружённых сил, костяк которых составили военные бывшей Югославской Народной армии (ЮНА).
В своих выступлениях в Афинах и Вене в 1993 году Караджич заявлял о необходимости восстановления Югославии.

### Резня в Сребренице
Караджич обвиняется в организации массового убийства боснийских мусульман в городе Сребренице в 1995 году. Поимка Караджича и передача его МТБЮ была одним из условий ускорения переговорного процесса по вступлению Сербии в ЕС. За информацию о нём и Ратко Младиче была объявлена награда в 5 миллионов долларов США.

## Преследование Караджича

### Розыск
25 июля 1995 года Международный трибунал по бывшей Югославии, созданный ООН двумя годами раньше, обвинил Караджича и генерала Ратко Младича в военных преступлениях, в геноциде мусульманского и хорватского населения Боснии и выдал в следующем году ордер на их арест. В феврале 1996 года Радован Караджич в интервью газете «Таймс» заявил по этому поводу:
«Если бы в Гааге работал настоящий судебный орган, я был бы готов поехать туда или дать показания по телевидению. Но трибунал в Гааге — политический институт, организованный для того, чтобы свалить всю вину на сербов».
В том же году Радован Караджич под давлением мирового сообщества и требований белградских властей сложил с себя полномочия президента Республики Сербской. Последний раз его видели и сфотографировали в Хан-Пиеске в июле того же года. С тех пор Караджич исчез с политической сцены, а за ним началась настоящая охота. Для успешных поисков каждому военнослужащему из состава миротворческих сил в Боснии предоставили фотографии скрывающегося лидера боснийских сербов. За информацию о местонахождении Караджича Международный трибунал по бывшей Югославии назначил вознаграждение в размере 5 млн $. Преемник Караджича на посту президента Республики Сербской Биляна Плавшич, которая предстала перед Гаагским трибуналом, сказала: «Караджич невиновен в том, что ему приписывают. Он был лишь рабом своих белградских хозяев».
В 2005 году по телевидению супруга Радована Караджича призвала его сдаться, а вслед за ней с просьбой явиться с повинной обратился митрополит православной церкви в Черногории Амфилохий (Радович).

### Арест

Радован Караджич в январе 2008 г. Таким он был арестован в июле того же года

На протяжении 12 лет Караджичу удавалось успешно скрываться от международного трибунала. Вечером 21 июля 2008 года (по утверждению адвоката Светозара Вуячича, арест его подзащитного произошёл вечером в пятницу, 18 июля) он был арестован в белградском автобусе и доставлен в отделение суда по военным преступлениям в Белграде. Вуячич также сообщил подробности о задержании бывшего президента: Радован Караджич сел в автобус, идущий из Белграда в пригород сербской столицы городок Батайницу. Прямо в автобусе неизвестные люди схватили его, надели ему на глаза повязку. Они привезли Караджича в «какую-то комнату», где продержали его до 21 июля. 22 июля был зарегистрирован сайт dragandabic.com, на котором вскоре был представлен Драгане Дабиче, как доктор альтернативной медицины. Арест экс-лидера боснийских сербов стал результатом тщательно спланированной операции. Сотрудники сербской службы безопасности получили анонимный звонок от некоего человека, который посоветовал обратить внимание на седого старика, голос которого напоминал ему Караджича. В течение двух месяцев Караджич находился под наблюдением сербских спецслужб, которые внедрили двух своих агентов под видом пациентов к нему на приём. Им удалось незаметно взять несколько волос с головы доктора и установить с помощью анализа ДНК, что это Радован Караджич.
Все эти годы Радован Караджич проживал в Белграде в двухкомнатной квартире, которую он снимал на улице Юрия Гагарина в районе Новый Белград, и работал в частной клинике в Новом Белграде, занимаясь лечением депрессий посредством альтернативной медицины. Он имел фальшивые документы на имя Драгана Давида Дабича, не являющегося гражданином Сербии, и свободно передвигался по городу, посещал семинары, читал лекции и много писал в журналы на медицинскую тему. Посетители и сотрудники одного из белградских баров рассказали, что когда Дабич посещал кафану «Луда кућа» («Сумасшедший дом»), то предпочитал садиться за столик, над которым висел портрет Радована Караджича и слушать песни о нём и о Ратко Младиче. За эти 12 лет он сильно изменился: перед телеэкранами предстал пожилой мужчина в очках с густой седой бородой и заплетёнными в косичку волосами. После ареста Караджич подстригся и побрился.

## Трибунал

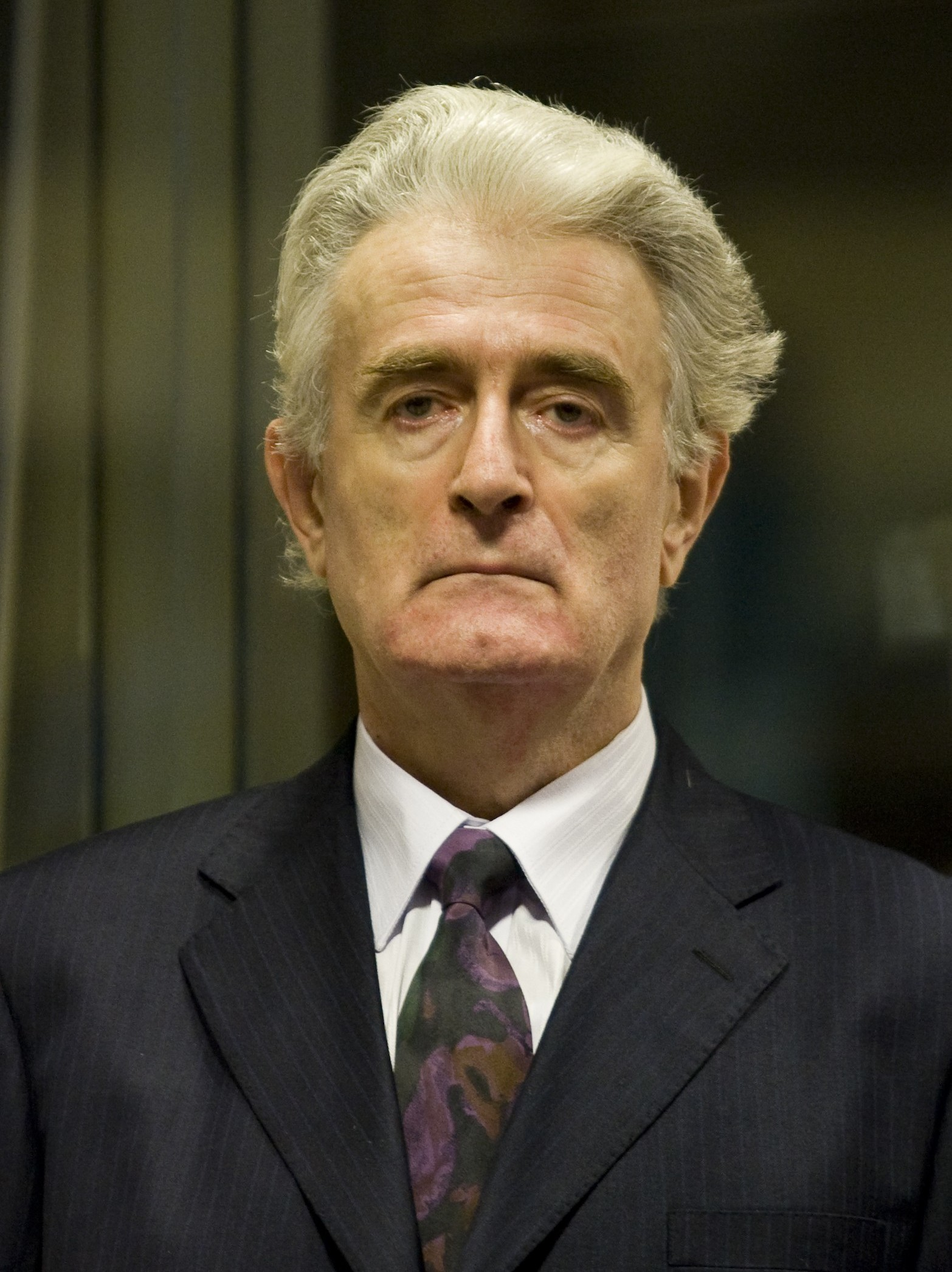
Радован Караджич во время своего первого появления перед судом 31 июля 2008 года

### Экстрадиция и первое слушание
В 3:45 по местному времени (5:45 по московскому) 30 июля 2008 года Караджич был экстрадирован в Гаагу. Из здания Окружного суда выехал кортеж автомобилей, в котором находился Караджич. Его посадили в самолёт сербской авиакомпании, который вылетел в сторону Нидерландов и приземлился в аэропорту Роттердама. Оттуда в тюрьму Трибунала в Схевенингене бывший лидер боснийских сербов был доставлен на вертолёте. На первом слушании Караджичу были предъявлены обвинения по 11 пунктам:
| 1. Геноцид; 2. Соучастие в геноциде; 3. Истребление людей как преступление против человечности; 4. Убийства как преступления против человечности; 5. Убийства как нарушение законов или обычаев войны; 6. Преднамеренные убийства как нарушение Женевских конвенций; 7. Преследование по политическим, расовым и религиозным мотивам; 8. Депортации как преступление против человечности; 9. Другие негуманные действия; 10. Терроризирование гражданского населения; 11. Взятие заложников. |

В обвинительном заключении говорится:

«… руководство боснийских сербов, включая Радована Караджича, Момчила Крайишника, Биляну Плавшич и других, инициировало и осуществляло действия, включающие создание невыносимых условий жизни, преследования и террористическую тактику, которая должна была заставить несербов покинуть эти районы; депортацию тех, кто не хотел этого делать; ликвидацию остальных».

На суде Радован Караджич прочитал своё четырёхстраничное заявление, в котором заявил:
«Я боялся, что буду физически ликвидирован из-за соглашения с бывшим спецпредставителем США Ричардом Холбруком. Я не ставлю под вопрос правомочия суда, а лишь хочу объяснить, почему я здесь не появился в 1996, 1997 или в 1998 году, когда я собирался добровольно сдаться властям. Всё это время за мной охотились для того, чтобы ликвидировать, а не арестовать. Всё это тянется с 1996 г., когда мои представители получили от Холбрука предложения администрации США».

### История с Холбруком
Представ перед Гаагским трибуналом, Караджич вновь озвучил утверждение о сделке между ним и главным переговорщиком ООН по Боснии Р. Холбруком.
Бывший боснийский министр иностранных дел М. Сакирбей заявил газете «Dnevni», что он узнал о сделке от главы миссии ОБСЕ, дипломата Р. Фроуика, летом 1996 года.

### Судебный процесс
Суд над Караджичем начался в ноябре 2009 года, но слушания несколько раз переносились по просьбе обвиняемого. Бывший лидер сербов требовал предоставить ему больше времени на ознакомление с материалами дела. Одновременно он обвинял суд в некомпетентности. Процесс возобновился 13 апреля 2010 года, после того, как бывшему президенту Республики Сербской было отказано в очередной отсрочке.
28 июня 2012 года трибунал снял с Радована Караджича одно из обвинений в геноциде. Прокуратура не представила достаточных доказательств того, что действия сербских формирований в боснийских городах в 1992—1995 годах являлись геноцидом. Однако Караджич продолжал обвиняться в геноциде в Сребренице, в преступлениях против человечности и в нарушении законов и обычаев войны.

### Приговор
24 марта 2016 года Международный трибунал по бывшей Югославии признал Радована Караджича виновным по десяти из одиннадцати пунктов обвинения и приговорил его к 40 годам тюрьмы за военные преступления и геноцид, совершённые во время боснийской войны 1992—1995 годов. В частности, суд признал Караджича ответственным за организацию массового убийства мусульман в Сребренице в 1995 году. Караджич также признан виновным в организации нападений на мирных жителей и в убийствах в ходе осады города Сараево, в захвате сотрудников ООН в заложники. Единственным отклонённым пунктом обвинения стал геноцид, совершённый в другом районе Боснии в начале войны. Позднее по итогам апелляционного разбирательства приговор был пересмотрен и ужесточëн: 20 марта 2019 года Апелляционная палата Международного остаточного механизма для уголовных трибуналов (МОМУТ) приговорила Караджича к пожизненному заключению.
12 мая 2021 года было объявлено, что, по соглашению с британскими властями, Караджич будет отбывать срок в британской тюрьме. В этом же месяце Караджич был переведён в тюрьму Паркхерст на острове Уайт.